# Matérialisme historique
La conception matérialiste de l'histoire, appelée plus tard matérialisme historique, est une philosophie de l'histoire formulée au milieu du XIXe siècle par Karl Marx et Friedrich Engels selon laquelle les événements historiques sont conditionnés par l'influence de l'évolution des moyens de production (« l'infrastructure ») sur les institutions juridiques, politiques, et la culture (« la superstructure »), dont découlent les classes sociales. La lutte des classes est ainsi le moteur de l'histoire. Marx décrit en partie cette idée dans Le 18 Brumaire de Louis Bonaparte (1852) : « Les hommes font leur propre histoire, mais ils ne la font pas arbitrairement, dans les conditions choisies par eux, mais dans des conditions directement données et héritées du passé. »
Cette approche accorde une part essentielle à l'économie dans les transformations du monde. Maximilien Rubel la définit comme un « instrument de connaissance et d'explication de la réalité sociale et historique ». Elle peut être considérée à la fois comme « une vue économique de l'histoire » et comme « une vue historique de l'économie ». Selon le philosophe marxiste conseilliste Anton Pannekoek : « le matérialisme historique retourne aux causes d’où proviennent ces idées : les besoins sociaux qui sont déterminés par les formes de la société ».
Elle participe intégralement de la philosophie de Marx et Engels, notamment au sein du matérialisme dialectique, en exposant non seulement les fondements du capitalisme mais aussi la façon dont la production des moyens d'existence a bouleversé la place de l'homme dans la nature. Faisant partie intégrante de l'école dite du socialisme scientifique,, elle constitue le versant sociologique du marxisme.

## Origine et définition

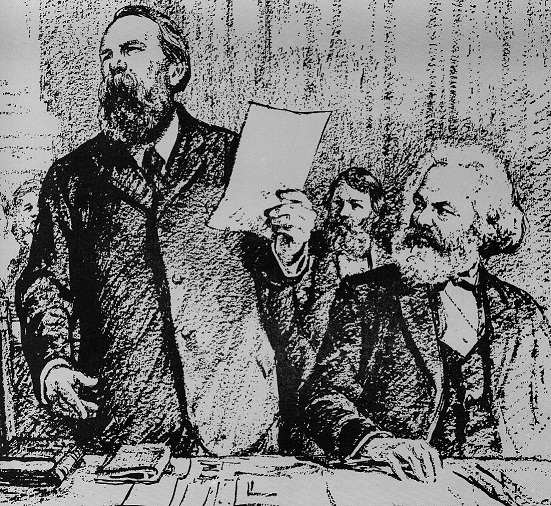
Engels (à gauche) et Marx.

Karl Marx et Friedrich Engels entreprennent de bâtir une conception cohérente de l'histoire alors qu'ils rédigent, en 1845-1846, L'Idéologie allemande. L'ouvrage reste longtemps inédit et n'est publié dans sa version intégrale qu'en 1932. L'effet de cette réflexion, qui aboutit à l'exposé des principes fondamentaux de la conception matérialiste de l'histoire, se ressent cependant dès lors sur les œuvres postérieures, dès l'époque de la rédaction du Manifeste du Parti communiste. Marx rompt avec les conceptions « idéalistes » du mouvement historique que l'on trouve chez Hegel et Proudhon ; lui-même n'emploie pas le terme de « matérialisme historique », mais l'expression de « conception matérialiste de l'histoire ». En 1859, Marx fait précéder le premier fascicule de sa Contribution à la critique de l'économie politique d'un avant-propos dans lequel il détaille ce qui sert de « fil conducteur » à ces travaux : dans ce texte, il résume ce qui prend par la suite le nom de « matérialisme historique ». L'expression elle-même est créée par Engels en 1892.
L'idée fondamentale de Marx est que « Les hommes font leur propre histoire, mais ils ne la font pas arbitrairement, dans les conditions choisies par eux, mais dans des conditions directement données et héritées du passé ».

### Vision des sociétés
Marx et Engels s'efforcent d'analyser les causes des changements qui s'opèrent dans les sociétés. Ils considèrent que les conditions d’existence des êtres humains et les rapports entre les classes sociales ont une influence décisive sur le cours des événements.

Selon eux, l'évolution des modes de production résulte toujours de rapports d'intérêt, donc de domination. La lutte des classes, qu'ils considèrent comme la clé de l'économie politique et le principal moteur de l'histoire, est structurante, générale et universelle (elle existe dans toutes les sociétés, à l'exception de la communauté primitive sans classes sociales). Dans la société capitaliste, elle oppose le prolétariat (qui fournit la force de travail) à la bourgeoisie (qui détient le capital et fait travailler les prolétaires à son profit). 

« L’histoire de toute société jusqu'à nos jours est l'histoire de luttes de classes. »

 Selon André Piettre, dans cette visée marxiste, les rapports économiques évoluent selon une dialectique de rapports de force, suivant la lutte perpétuelle des puissants et des faibles, les premiers exploitant les seconds : l'histoire n'est pas menée par le mouvement des idées, mais en premier lieu par les données matérielles et leurs luttes intestines. Selon Anton Pannekoek, « le matérialisme historique retourne aux causes d’où proviennent ces idées : les besoins sociaux qui sont déterminés par les formes de la société ».

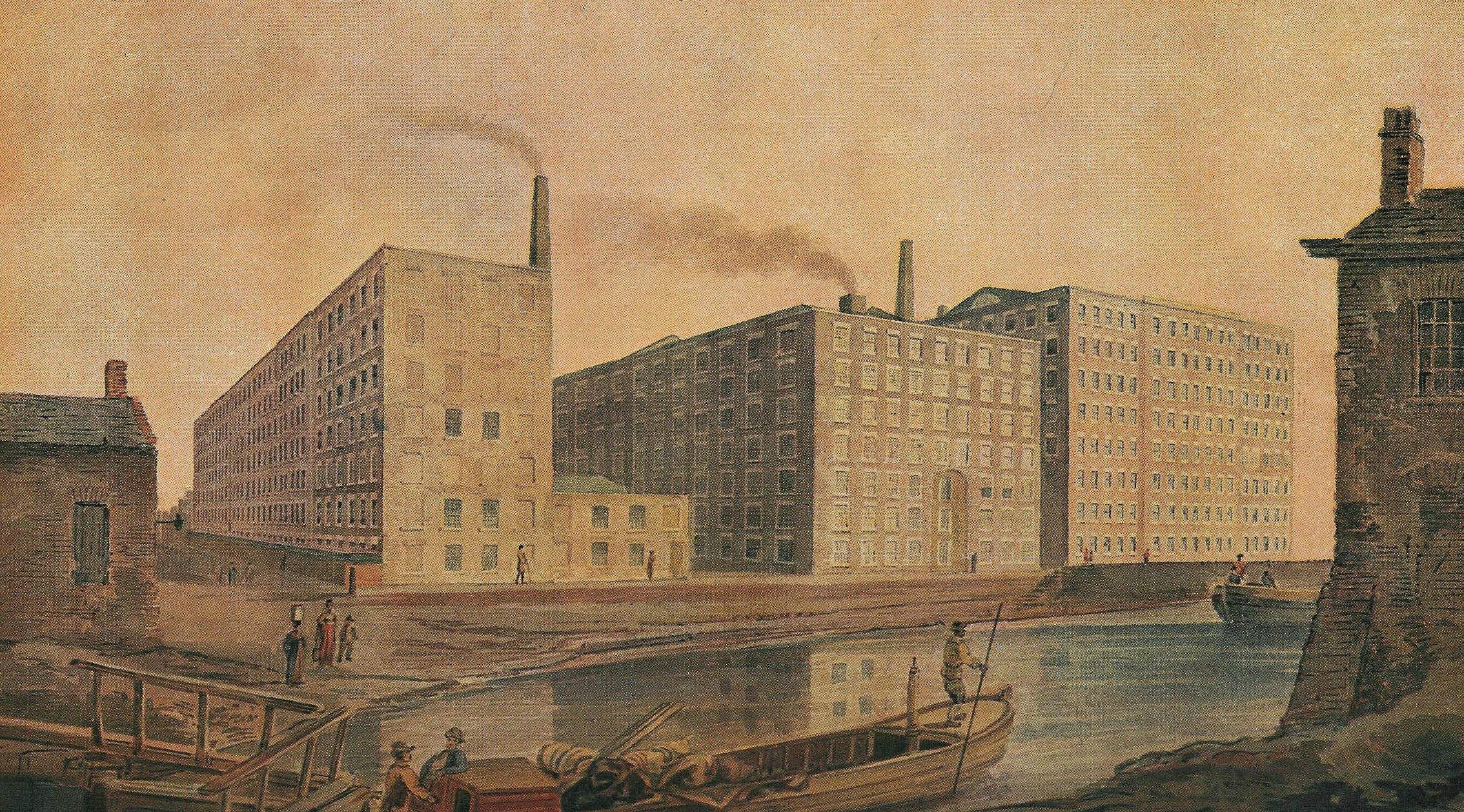
Selon Marx et Engels, le développement industriel (infrastructure) conditionne les mentalités bien plus que tous les livres de philosophie réunis (superstructure).
Image : usines de filage mécanique du coton à Manchester vers 1820.

Dans cette perspective, l'histoire résulte en définitive du lien que les hommes entretiennent avec la nature : dès lors que le premier outil est créé, la transformation du milieu naturel débute. L'histoire commence vraiment lorsque des changements culturels résultent de la création de l'outil, qui était initialement destiné à répondre à des besoins élémentaires. L'approche de Marx et Engels est donc technocritique : l'évolution culturelle des sociétés humaines est indissociable du rapport que celles-ci entretiennent avec la technique, et par conséquent du développement de ses structures économiques et sociales. Les individus entrent dans des rapports déterminés, qui sont des rapports sociaux, dont dépend finalement leur existence : ces rapports ne sont pas créés par leur conscience, mais constituent l'être social de chaque individu. Selon Marx, « ce n'est pas la conscience qui détermine la vie, mais la vie qui détermine la conscience ». Par « la vie », il faut entendre « l'existence » : l'homme est le produit de son milieu. Les hommes produisent leur existence, dépassant par là le stade de la vie animale (naturelle) sans pour autant pouvoir s'affranchir totalement de leur rapport à la nature : les rapports fondamentaux de toute société sont donc les rapports de production, lesquels sont de trois ordres : les conditions naturelles, les techniques, l'organisation et la division du travail social (salariat, esclavage, servage…).
Les forces productives regroupent les prolétaires (les travailleurs, le travail direct) et le capital (la machine, l'outil, le travail indirect, le capital constitue les forces productives matérielles). Les rapports de production ont tendance à la conservation tandis que les forces productives matérielles sont en constante évolution du fait du progrès technique. Les rapports de production deviennent ainsi un frein à l'Histoire et doivent être modifiés afin de permettre sa bonne marche. Un bouleversement de ces rapports de production peut signifier la domination officieuse d'abord d'une nouvelle classe (la classe bourgeoise contrôle de facto la vie économique des différents pays européens dès le XVIIe siècle), pour ensuite se traduire par une domination officielle et politique de cette nouvelle classe. La révolution française est considérée comme une révolution bourgeoise par Marx, parce qu'elle renverse la féodalité et la domination de l'aristocratie et préfigure la domination de la classe bourgeoise et l'avènement de l'âge du salariat.
La société est donc comparable à un édifice dont l'infrastructure, ou le soubassement, est représenté par les forces économiques, l'activité de production et tout ce qui gravite autour ; tandis que la superstructure (soit l'édifice lui-même) correspond aux idées, aux mœurs, aux institutions politiques, religieuses, etc. Aux superstructures politiques et juridiques correspondent des états déterminés de la conscience individuelle. En somme, la superstructure est l'ensemble des idées et des institutions qui viennent justifier l'infrastructure. C'est une culture de classe qui est transmise au peuple et qui permet de pérenniser les formes de l'activité de production, d'asseoir la domination de la classe en question et de justifier l'ordre des choses. Antonio Gramsci consacrera plus tard une grande partie de son travail à l'analyse de cette superstructure.
La société comprend donc trois éléments : les forces productives, les modes de production, et la superstructure. Ceux-ci sont distincts mais se trouvent en interaction et en conflits incessants : chaque mode de production est poussé, à travers les contradictions, les conflits et les interactions de facteurs complexes, vers sa croissance, son apogée puis son déclin. Les forces productives, à chaque moment de leur croissance, fournissent la base sur laquelle s'établissent les rapports de production ; c'est sur cette même base que s'élabore la superstructure sociale.

### Vision de l'histoire
Schématiquement, la vision marxiste de l'histoire repose sur les principes suivants : le moteur de l'histoire est l'évolution des forces productives matérielles, soit la « structure économique » de la société. À chaque situation des forces productives correspond une certaine situation des rapports de production, c'est-à-dire de mode de propriété, ou de répartition de la propriété des instruments de production (terre, matières premières, machines, moyens de transport et de communication, etc.), soit l'existence d'une classe de propriétaires/exploitants et d'une classe d'exploités. À chaque situation des rapports de production correspond une « superstructure juridique et économique » à laquelle correspondent « des formes de conscience sociale déterminées » (religion, art, philosophies, théories politiques). Ces dernières sont mises en place par la classe dominante afin de légitimer sa domination. Tandis que les forces productives matérielles évoluent en permanence sous l'effet du progrès technique, les rapports de production ainsi que la superstructure (institutions et théories dominantes) ont une tendance à la conservation. Le maintien de ces rapports devient une « entrave » à la marche naturelle de l'histoire. La contradiction entre l'évolution des forces productives et le maintien de rapports de production et d'une superstructure inchangés ne peut se résoudre que par le biais de la lutte des classes et plus précisément l'action consciente de la classe qui devrait bénéficier du nouveau rapport de production. Cette action volontariste ne comporte pas nécessairement une part de violence bien que ce soit de cette façon qu'ait été interprété Marx concernant la nécessité de la Révolution. La Révolution permet d'adapter les rapports de production (modes de propriété) et les superstructures de la société à l'état des forces productives matérielles.
À la lumière du matérialisme historique, des auteurs marxistes ont divisé l'histoire humaine en cinq grandes phases, correspondant chacune à une certaine étape du développement des forces productives et des rapports de production :
1. Dans la préhistoire, considérée comme la période du communisme primitif, le travail se fait en commun, ce qui conduit à la propriété commune des moyens de production et des fruits de la production. Il n'y a donc pas de classes sociales.
2. L'apparition du mode patriarcal de production fait cependant bientôt apparaître une forme déterminée de production (propriété de la famille, au sens très large) et une différenciation de fonction et de classes (domination des hommes, autorité du patriarche ou du père de famille…).
3. Le progrès technique (agriculture et élevage, métallurgie et céramique, commerce, division du travail) permet l'accumulation de richesse aux mains de certaines personnes et donc l'apparition d'une classe sociale de propriétaires. Ceux-ci deviennent propriétaires de la principale force de production, les hommes, sous la forme de l'esclavage. C'est l'Antiquité, ou « régime de l'esclavage », sous laquelle se forme une classe de maîtres.
4. Le progrès technique exige plus d'intelligence et de motivation de la part du travailleur, ce qui conduit le nouveau propriétaire, le seigneur féodal, à lui accorder plus d'autonomie en transformant son statut d'esclave en celui de serf. Le christianisme, qui a milité en ce sens au haut Moyen Âge, n'est qu'un des éléments de la superstructure de la société au service de la classe dominante. C'est le Moyen Âge, ou « régime féodal » : sous l'économie féodale, une classe militaire (guerrière) exploite une masse de producteurs isolés et attachés au sol[26].
5. Le progrès technique (machines agricoles et industrielles) exige ensuite des travailleurs à la fois cultivés et libres pour comprendre et piloter efficacement les machines. Les révolutions bourgeoises libérales (telle la Révolution française de 1789) vont accomplir cette libération juridique (formelle). Les propriétaires vont abandonner la propriété sur les hommes pour conserver celle sur les forces productives : les machines. Par conséquent, le lien de subordination économique des travailleurs demeure. C'est le « régime capitaliste ». Il s'agit là d'un schéma très général, sachant que l'ordre de succession ne s'est déroulé que théoriquement, et dans les meilleures conditions historiques, à savoir en Europe occidentale[27].

À partir de la deuxième moitié du XIXe siècle, le progrès technique a permis la mise en place de forces de production collectives (les grandes entreprises, les usines géantes) tandis que la propriété des moyens de production est restée privée. Le prochain développement de l'histoire doit donc être dans la théorie marxiste le remplacement de ces rapports par des rapports de production collectifs : la preuve de l'inadaptation des rapports de production se trouve dans les crises économiques qui secouent régulièrement le monde capitaliste. Ces dysfonctionnements, qui résultent de la mauvaise répartition des produits, et de la baisse tendancielle du taux de profit auront pour résultat la disparition de la bourgeoisie, par le biais des armes économiques qui lui ont permis naguère de remplacer la noblesse.
Compte tenu de la résistance opposée par la superstructure capitaliste (l’État), ce renversement doit s'effectuer par une révolution prolétarienne comportant une part de violence. Doit être instaurée une brève dictature du prolétariat, de façon à consolider son pouvoir : cette dictature devra abolir la propriété privée des moyens de production, mesure qui aura pour effet d'abolir les classes sociales (plus de possédants et plus d'exploités). L'histoire de l'humanité va prendre alors un tournant nouveau. La disparition de toutes classes va, selon les mots d'Engels, « libérer en même temps, et pour toujours, la société tout entière de l'exploitation, de l'oppression et des luttes de classes ». À compter de l'établissement de cette société sans classes, va commencer la longue phase « d'édification du socialisme ». Cette phase passée, l'État, anciennement instrument de domination, peut alors du fait de son inutilité croissante lentement se dissoudre, laissant la place à la « phase supérieure » de la société communiste, soit le communisme intégral, au sens premier du terme. Puisque c'est le milieu qui détermine la conscience des individus, une société foncièrement bonne, libérée de toute tentation liée à la propriété, et ayant pour valeurs le travail et l'altruisme, voit l'émergence d'un homme nouveau altruiste et bon. L'État n'a plus aucune tâche à remplir, il est devenu inutile et peut se dissoudre. C'est la phase finale de toute l'entreprise communiste, qui succède aux deux précédentes : la dictature du prolétariat et l'édification du socialisme.

### Vision dialectique
Marx et Engels reviennent à partir de la fin des années 1850 à une méthode dialectique, reprise à Hegel et qui imprégnera par la suite le marxisme. Le mouvement de l'histoire peut dès lors se résumer également sous une forme correspondant à la triade thèse-antithèse-synthèse : chaque mouvement (thèse) donne naissance à sa contradiction (antithèse), et il y a passage à l'échelon supérieur par la négation de la négation (synthèse). À la thèse du communisme primitif originel succède l'antithèse de la propriété privée des moyens de production, dont découlent la lutte des classes et toute l'histoire de l'économie et des sociétés. Cette antithèse fera finalement place à la synthèse d'une société sans classes, qui formera le nouveau communisme, défini par le développement sans limites internes des forces productives, le dépassement des classes sociales, et l'organisation rationnelle des rapports de production correspondant au niveau atteint par les forces productrices. La connaissance rationnelle, en dominant l'ensemble du processus, permet de résoudre enfin les contradictions sociales,.
Marx et Engels entreprennent également d'adopter, en philosophie, les enseignements de leur conception matérialiste de l'histoire, en évaluant objectivement les formations de la conscience en les rapportant à leur base réelle et sociale. Ces travaux aboutissent, après la mort de Marx, à une élaboration matérialiste de la dialectique, qui reçoit par la suite le nom de matérialisme dialectique, concept rattaché au versant philosophique du marxisme.

### Après Marx
Dès les années 1880-1890, cependant, la conception marxiste de l'histoire est interprétée de manière mécaniste par des continuateurs de Marx, notamment par les guesdistes français. Engels lui-même critique en 1890, dans sa correspondance, la tendance des « jeunes » à donner « plus de poids qu'il ne lui est dû au côté économique ». Pour Engels, la mise en avant de l'aspect économique par Marx et lui avait pour but de souligner le principe essentiel nié par leurs adversaires politiques. Mais la méthode matérialiste se transforme « en son contraire » dès lors qu'on l'utilise, non comme un fil conducteur de l'investigation historique, mais comme un modèle tout prêt. Considérer que le facteur économique est seul déterminant revient à réduire la conception matérialiste à une idée vide et absurde : Engels souligne la relative autonomie des composantes de la superstructure sociale, au milieu desquelles « le mouvement économique finit par se frayer un chemin comme une nécessité au travers d'une infinie multitude de contingences », et met en garde contre la tentation d'établir des rapports directs et unilatéraux entre l'économie et les productions intellectuelles d'une société.
Après les décès de Marx et Engels, les débats théoriques sur le matérialisme historique sont étroitement liés aux questions stratégiques et tactiques posées au sein du mouvement révolutionnaire. Les interventions de Plekhanov et de Lénine sont ainsi liées aux luttes au sein du mouvement socialiste. L'approche « révisionniste » prônée notamment à la fin du XIXe siècle par Eduard Bernstein remet par ailleurs en cause les analyses et les prédictions de Marx sur le déclin du capitalisme, et anticipe le passage au réformisme de l'essentiel du mouvement socialiste européen. Sous le stalinisme, au contraire, le matérialisme historique — subordonné au matérialisme dialectique, lui-même présenté comme une doctrine à laquelle sont subordonnées les sciences dans leur ensemble — est interprété de manière rigide : dans Le Matérialisme dialectique et le matérialisme historique, publié en 1938 par Staline, le léninisme est figé dans une série de formules répétitives et de causalités mécaniques.

## Critiques
Outre les objections formulées en son temps par Engels sur les interprétations économistes de l'histoire, le matérialisme historique fait l'objet de critiques quant aux interprétations dogmatiques qui en sont faites. En 1894 et 1895, Jean Jaurès mène avec Paul Lafargue une série de débats, au cours desquels il critique le dogmatisme des marxistes et leur conception matérialiste de l'Histoire. Pour Jaurès, la révolution socialiste ne doit pas découler d'un déterminisme historique, mais de l'action d'hommes libres agissant en toute conscience : dans son optique, le socialisme, loin d'être le résultat de mécanismes historiques inconscients, se traduit avant tout par l'accomplissement de l'idée de justice et par une ère « où l'homme, au lieu d'être soumis aux choses, règlera la marche des choses ».
La notice consacrée au matérialisme historique dans le Dictionnaire critique du marxisme souligne le risque d'aboutir à « une conception fataliste de l'histoire qui renvoie aux philosophies qui soumettent le devenir des sociétés à une nécessité externe, abstraite, quasi mystique. Cette idéologie — au sens le plus péjoratif du terme — contribue toujours à faire admettre les lignes politiques les plus erronées ». Les auteurs insistent sur le risque de négliger l'étude concrète de la réalité au profit de « la projection sur le réel d'un schéma général sans efficacité » ; ils soulignent également le fait que la découverte des mécanismes de la nécessité interne et des lois des formations sociales ne doit pas conduire à adopter l'idée de « lois de l'histoire impliquant des modèles universels d'évolution et de transition, donc une théorie abstraite du mouvement historique ».
L'économiste André Piettre juge que la conception de Marx et Engels simplifie à la fois l'histoire et la notion même de classe : reprenant l'analyse de Raymond Aron, il juge que la « faiblesse de Marx sociologue » cède le pas à la force de « Marx prophète ». L'analyse marxiste apparaît comme une analyse finalisée, qui n'a pour but que de prédire l'avènement d'une société « enfin ré-unie en elle-même ».
Karl Popper critique quant à lui le matérialisme historique dans Conjectures et Réfutations et dans La Société ouverte et ses ennemis. Popper souligne d'une part l'intérêt de la démarche visant à s'intéresser aux conditions économiques et sociales pour comprendre l'histoire. Il écrit ainsi, parlant du rôle déterminant de l'économie dans le matérialisme marxiste : « On peut dire de l'économisme de Marx qu'il représente une avancée de grande valeur dans la méthode des sciences sociales ». Néanmoins, il critique fortement la partie historiciste du matérialisme historique et sa dimension de « prophétie historique ». L'économisme doit être utilisé avec modération, sans prétendre expliquer tous les événements. Sinon, en croyant pouvoir tout expliquer par les conditions économiques, la méthode ne passe pas le critère de réfutabilité qui est la pierre de touche de la pensée de Popper. Dans Misère de l'historicisme, le matérialisme historique est considéré comme une pseudo-science par Karl Popper[citation nécessaire]. Ernest Mandel a répondu à cette accusation en rappelant que le matérialisme historique nécessite des vérifications constantes. Il montre ainsi qu'il serait en fait très simple de réfuter les thèses de Karl Marx si l'expérience avait montré par exemple « que plus l'industrie capitaliste se développe et plus la taille des entreprises se réduisait, moins elles dépendraient des nouvelles technologies, plus leur capital serait fourni par les travailleurs eux-mêmes, plus les travailleurs deviendraient propriétaires de leurs propres entreprises, plus petite serait la part des salaires utilisée pour des biens de consommation (et plus grande celle utilisée par les travailleurs pour s'acheter leurs propres moyens de production) ».
Émile Durkheim disait quant à lui « Nous croyons féconde cette idée que la vie sociale doit s'expliquer, non par la conception que s'en font ceux qui y participent, mais par des causes profondes qui échappent à la conscience. […] Seulement, nous ne voyons aucune raison pour la rattacher au mouvement socialiste, dont elle est totalement indépendante. Quant à nous, nous y sommes arrivé avant d'avoir connu Marx ». Il lui apparaît donc naturel d’accepter que le contexte socio-économique d’une époque influence les idées de celle-ci mais pour lui cette idée peut très bien être séparée du socialisme et des conclusions qu’en tire Marx.